# Min-ťiang (přítok Jang-c’-ťiangu)
Min-ťiang (čínsky pchin-jinem 'Mín Jiāng', znaky 岷江) je řeka v ČLR (S’-čchuan). Je 793 km dlouhá. Povodí má rozlohu 134 000 km².

## Průběh toku
Pramení v pohoří Min-nan. Protéká v hluboké členité soutěsce jež má povětšinou charakter kaňonu. U vesnice Kuan-sien opouští hory a vtéká do Sečuánské kotliny, kde se dělí na několik ramen. Pod vesnicí Pcheng-šan se ramena opět stékají do jednoho koryta a ústí do Jang-c’-ťiangu u města I-pin.

## Vodní režim
Průměrný roční průtok vody činí přibližně 3000 m³/s. V létě dochází k povodním, zatímco v zimě je průtok nízký.

## Využití
Využívá se na zavlažování, přičemž okolí města Čcheng-tu v jejím povodí patří k nejstarším zavlažovaným oblastem Číny. Zavlažovací systém se skládá z přibližně 200 kanálů a zavlažovaná plocha dosahuje 3500 km². Vodní doprava je možná od města Le-šan a pro malé lodě od města Čcheng-tu.